# Heather McPhie
Heather McPhie (ur. 28 maja 1984 r.) – amerykańska narciarka dowolna, specjalistka w jeździe po muldach. Startowała dwa razy na igrzyskach olimpijskich, najlepszy wynik zanotowała na igrzyskach w  Soczi, gdzie zajęła 13. miejsce w jeździe po muldach. Natomiast w mistrzostwach świata brała udział czterokrotnie, a najlepszy wynik zanotowała w  Deer Valley, gdzie zajęła 4. miejsce w muldach podwójnych. Najlepsze wyniki w Pucharze Świata osiągnęła w sezonie 2009/2010, kiedy to zajęła 5. miejsce w klasyfikacji generalnej, a w klasyfikacji jazdy po muldach zajęła 2. miejsce.

## Sukcesy

### Igrzyska olimpijskie
| Miejsce | Dzień     | Rok  | Miejscowość | Konkurencja      | Zwycięzca               |
| ------- | --------- | ---- | ----------- | ---------------- | ----------------------- |
| 18.     | 13 lutego | 2010 | Vancouver   | Jazda po muldach | Hannah Kearney          |
| 13.     | 8 lutego  | 2014 | Soczi       | Jazda po muldach | Justine Dufour-Lapointe |

### Mistrzostwa Świata
| Miejsce | Dzień    | Rok  | Miejscowość          | Konkurencja      | Zwycięzca             |
| ------- | -------- | ---- | -------------------- | ---------------- | --------------------- |
| 8.      | 9 marca  | 2007 | Madonna di Campiglio | Jazda po muldach | Kristi Richards       |
| 9.      | 10 marca | 2007 | Madonna di Campiglio | Muldy podwójne   | Jennifer Heil         |
| 6.      | 2 lutego | 2011 | Deer Valley          | Jazda po muldach | Jennifer Heil         |
| 4.      | 5 lutego | 2011 | Deer Valley          | Muldy podwójne   | Jennifer Heil         |
| 4.      | 6 marca  | 2013 | Voss                 | Jazda po muldach | Hannah Kearney        |
| 4.      | 8 marca  | 2013 | Voss                 | Muldy podwójne   | Chloé Dufour-Lapointe |

### Puchar Świata

#### Miejsca w klasyfikacji generalnej
- 2005/2006 – 143.
- 2006/2007 – 27.
- 2007/2008 – 43.
- 2008/2009 – 13.
- 2009/2010 – 5.
- 2010/2011 – 19.
- 2011/2012 – 10.
- 2012/2013 – 8.
- 2013/2014 –

#### Zwycięstwa w zawodach
1. Deer Valley – 14 stycznia – 2010 (Jazda po muldach)
2. Ruka – 15 grudnia – 2012 (Muldy podwójne)
3. Kreischberg – 22 grudnia – 2012 (Muldy podwójne)
4. Åre – 15 marca 2013 (Jazda po muldach)

#### Pozostałe miejsca na podium w zawodach
1. Deer Valley – 16 stycznia – 2010 (Jazda po muldach) – 2.miejsce
2. Lake Placid – 21 stycznia – 2010 (Jazda po muldach) – 3.miejsce
3. Sierra Nevada – 18 marca – 2010 (Jazda po muldach) – 3.miejsce
4. Åre – 11 stycznia 2011 (Jazda po muldach) – 3.miejsce
5. Méribel – 20 grudnia 2011 (Muldy podwójne) – 3.miejsce
6. Deer Valley – 2 lutego 2012 (Jazda po muldach) – 2.miejsce
7. Deer Valley – 4 lutego 2012 (Muldy podwójne) – 3.miejsce
8. Åre – 10 marca 2012 (Muldy podwójne) – 3.miejsce
9. Deer Valley – 31 stycznia 2013 (Jazda po muldach) – 2. miejsce
10. Sierra Nevada – 22 marca 2013 (Muldy podwójne) – 3. miejsce
11. Inawashiro – 1 marca 2014 (Jazda po muldach) – 2. miejsce

- W sumie (4 zwycięstwa, 4 drugie i 7 trzecich miejsc).